# Preinreichs (Gemeinde Groß Gerungs)
Preinreichs (bairisch [bræˈraɪks]) ist eine Ortschaft und eine Katastralgemeinde der Stadtgemeinde Groß Gerungs im Bezirk Zwettl in Niederösterreich.

## Geschichte
Laut Adressbuch von Österreich waren im Jahr 1938 in Preinreichs ein Gastwirt, ein Müller mit Sägewerk, eine Schneiderin, ein Tischler und einige Landwirte ansässig.

## Siedlungsentwicklung
Zum Jahreswechsel 1979/1980 befanden sich in der Katastralgemeinde Preinreichs insgesamt 19 Bauflächen mit 9.146 m² und 7 Gärten auf 4.063 m², 1989/1990 gab es 20 Bauflächen. 1999/2000 war die Zahl der Bauflächen auf 69 angewachsen und 2009/2010 bestanden 38 Gebäude auf 67 Bauflächen.

## Bodennutzung
Die Katastralgemeinde ist landwirtschaftlich geprägt. 132 Hektar wurden zum Jahreswechsel 1979/1980 landwirtschaftlich genutzt und 64 Hektar waren forstwirtschaftlich geführte Waldflächen. 1999/2000 wurde auf 126 Hektar Landwirtschaft betrieben und 70 Hektar waren als forstwirtschaftlich genutzte Flächen ausgewiesen. Ende 2018 waren 120 Hektar als landwirtschaftliche Flächen genutzt und Forstwirtschaft wurde auf 71 Hektar betrieben. Die durchschnittliche Bodenklimazahl von Preinreichs beträgt 18,3 (Stand 2010).